# Melchior Borchgrevinck
Melchior Borchgrevinck, född omkring 1570, död 20 december 1632 i Roskilde, var en dansk hovkapellmästare och tonsättare. 
Borchgrevinck var son till nederländaren Bonaventura Borchgrevinck, som efter att ha varit kapellmästare hos hertig Adolf av Holstein-Gottorp, en kort tid 1587 var anställd i samma egenskap hos Fredrik II av Danmark. Borchgrevinck nämns första gången nämnda år som sångarpojke i det danska hovkapellet, men nämns kort därefter som instrumentalist, 1596 som organist i samma kapell. Åren 1599–1600 vistades han för kunglig räkning i Venedig för att studera musik under Giovanni Gabrieli och gjorde efter sin hemkomst snabb karriär, utnämndes 1600 till hovorganist med hög lön och till läromästare för olika unga danska musiker, för vars utbildning Kristian IV intresserade sig, däribland Hans Nielsen, Mogens Pedersøn och Hans Brachrogge. År 1618 utnämndes han till kunglig kapellmästare med en vicekapellmästare under sig och hade dessutom intäkter från ett kanikedöme i Roskilde. 
Borchgrevinck utgav två band madrigaler, samlade från olika, mest italienska tonsättare, dock tillika innehållande åtskilliga bidrag från samtida tonsättare, anställda i Kristian IV:s kapell, bland annat två madrigaler av honom själv, Giardino novo bellissimo di varii fiori musicali etc. (Köpenhamn 1605–06). Vidare utgav han IX David’s Salmer med fire Stemmer rimvis udsat (Köpenhamn 1607), men detta verk har troligen gått förlorat. 
Som tonsättare åtnjöt Borchgrevinck högt anseende även i utlandet. I företalet till sitt verk Le veglie di Siena omtalar den kände italienske tonsättaren Orazio Vecchi Borchgrevinck som en framstående förmåga. De senare delen av sitt liv var han troligen bosatt i Roskilde, vid vars domkapitel han innehade en av de högsta befattningarna. Möjligtvis finns ett porträtt av honom i loftsmåleriet i den så kallade "Rigsrådssalen" på Rosenborgs slott.